# Jan Šleger

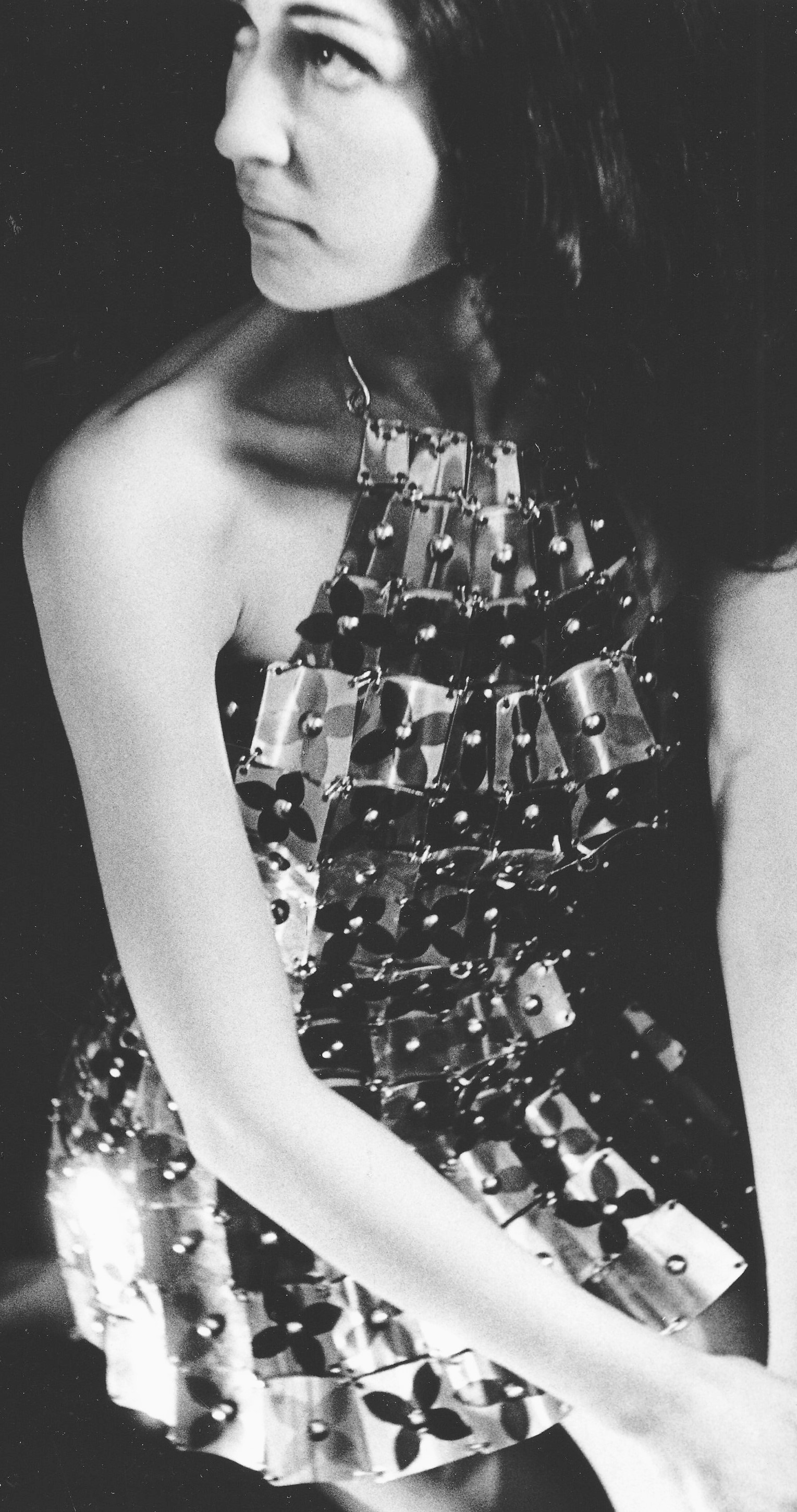
Ukázka z tvorby Jana Šlegera, 70. léta 20. století

Jan Šleger (?–?) byl český oděvní návrhář pracující s kovovými a plastovými materiály. Vytvářel také šperky. Působil v 70. letech 20. století v Praze.

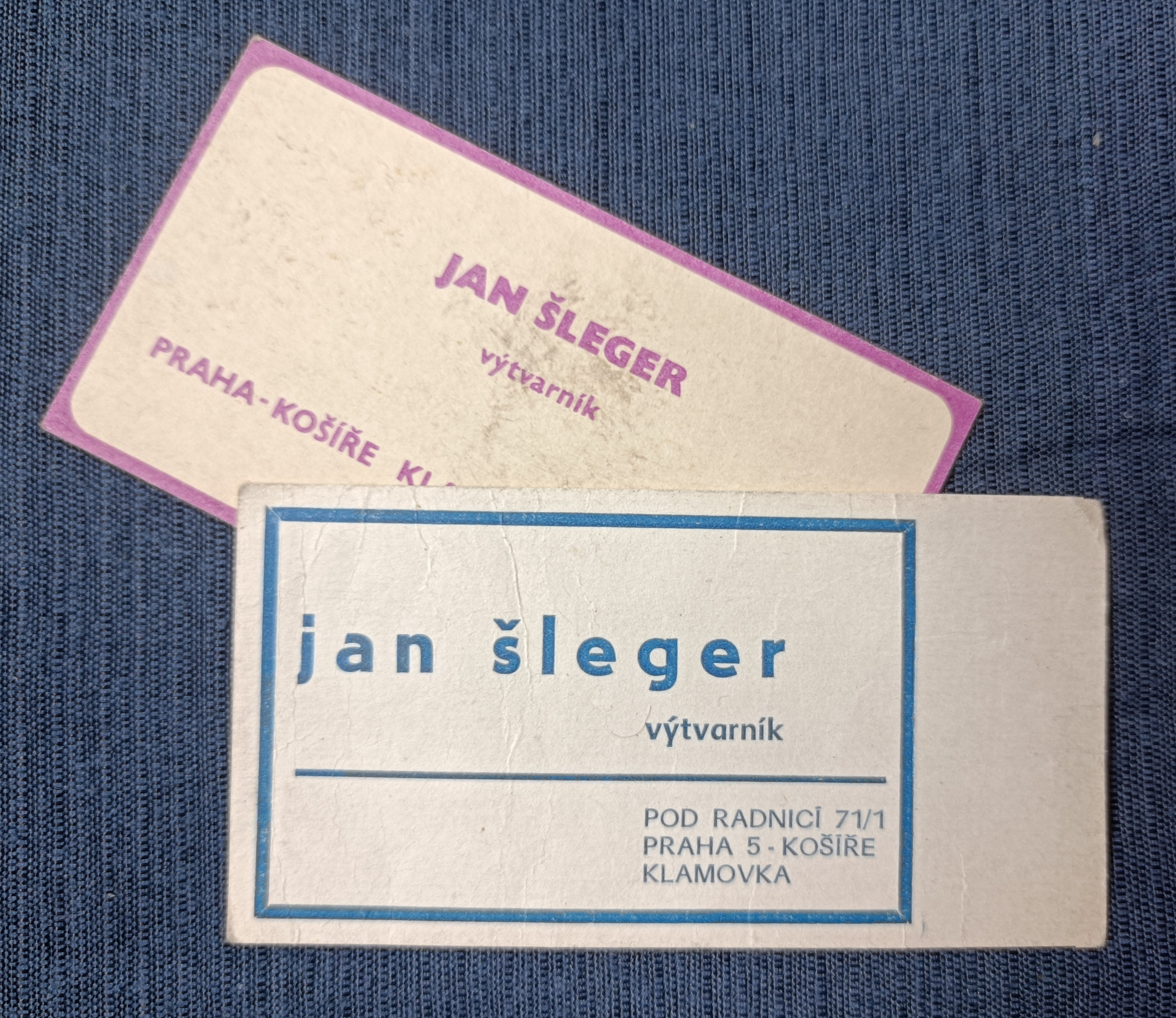
Vizitky Jana Šlegera patří k minimu dokumentů, které se po oděvním návrháři zachovaly.

## Historie
Jan Šleger pocházel z Ostravska, kde absolvoval průmyslovku. Po příchodu do Prahy (ve věku asi dvaceti pěti let) se usadil pod košířskou Klamovkou, kde si v podkroví starého domu vytvořil ateliér s kovovým stylizovaným interiérem odpovídajícím jeho tvorbě: geometrické tvary a povrch z hliníkové fólie. Živil se navrhováním a šitím oděvů z džínsoviny, kterými úspěšně vykrýval nedostatky totalitního trhu. S pražskými světy oficiální ani alternativní oděvní tvorby se nestýkal, byl v kontaktu spíše s fotografy, filmaři a hudebníky, např. mladými tvůrci z Dia-filmu Praha, nebo se studenty FAMU. Vynikl zejména tvorbou šatů z hliníku, plastu a kůže, které předváděl na módních show v pražských klubech, zejména ve známém Dynacord klubu na Vinohradské třídě. Tam jeho show provázela hudba discjockeyů Miloše Skalky a Jakuba Jakoubka. Doboví publicisté jej nazývali „Český Paco Rabane“, neboť používal kovové materiály jako tento španělsko-francouzský módní designér, jehož tvorbu ovšem neznal. Z dalšího období se však o Janu Šlegerovi nedochovaly žádné informace. Pamětníci nevylučují, že emigroval.

## Tvorba
Šleger zaujal především tvorbou šatů z hliníku, plastu a kůže. Byly sestaveny z malých geometrických modulů, některé byly barevně dekorovány. Své návrhy sám v materiálu realizoval, skladebné prvky oděvů ručně vystříhával. Podobným způsobem vytvářel oděvní doplňky (např. opasky) nebo šperky.
Svébytná ovšem byla i jeho zakázková tvorba oděvů z džínsoviny. Používal na ni vybranou, běžně nedostupnou bavlněnou látku z profesní obchodní sítě „Řempo“, kterou sám barvil. Kromě světlemodrého odstínu volil také jiné tonality, například žlutou, jahodovou, zelenou-khaki nebo černou, o něž měly zájem především ženy. Do švů svých oděvů všíval stužku s logotypem ŠLEGER.

## Zastoupení ve sbírkách
Oděvy ani šperky Jana Šlegera se v českém prostředí nedochovaly. Fotografie jeho tvorby jsou uloženy ve sbírce Moravské galerie v Brně.

## Galerie

Návrhy Jana Šlegera, 70. léta 20. století
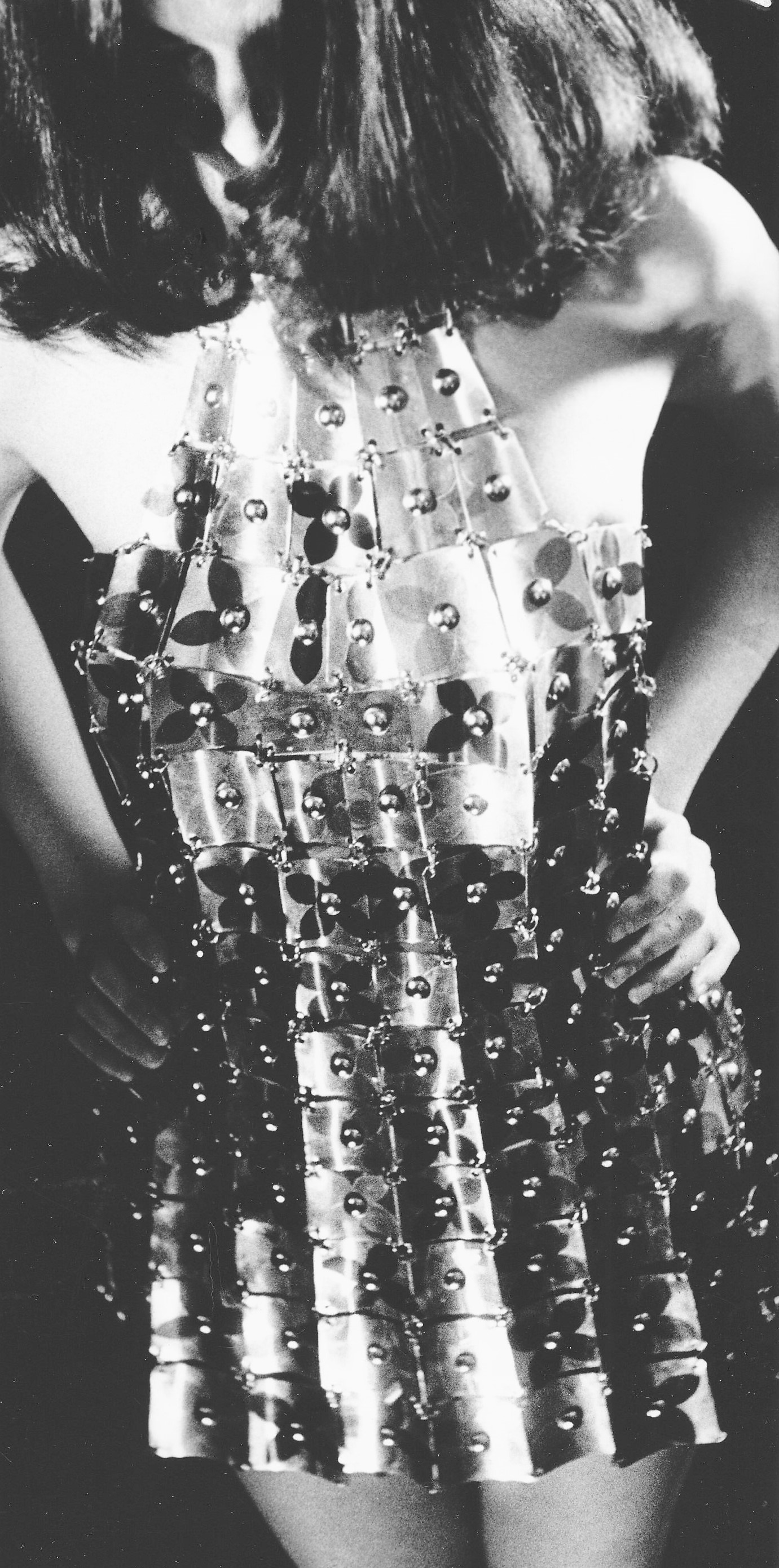
Šaty: hliník, plast
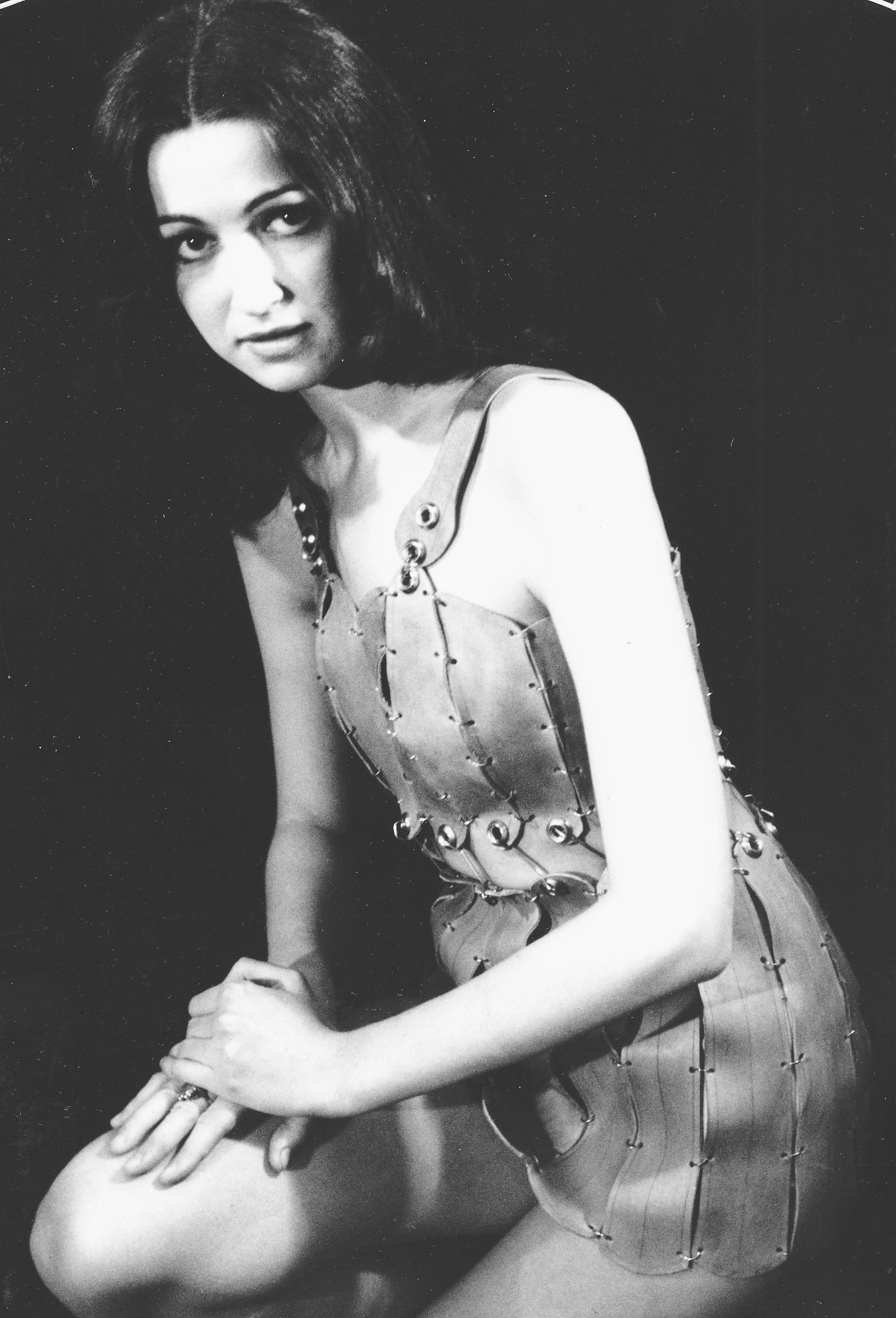
Šaty z kůže
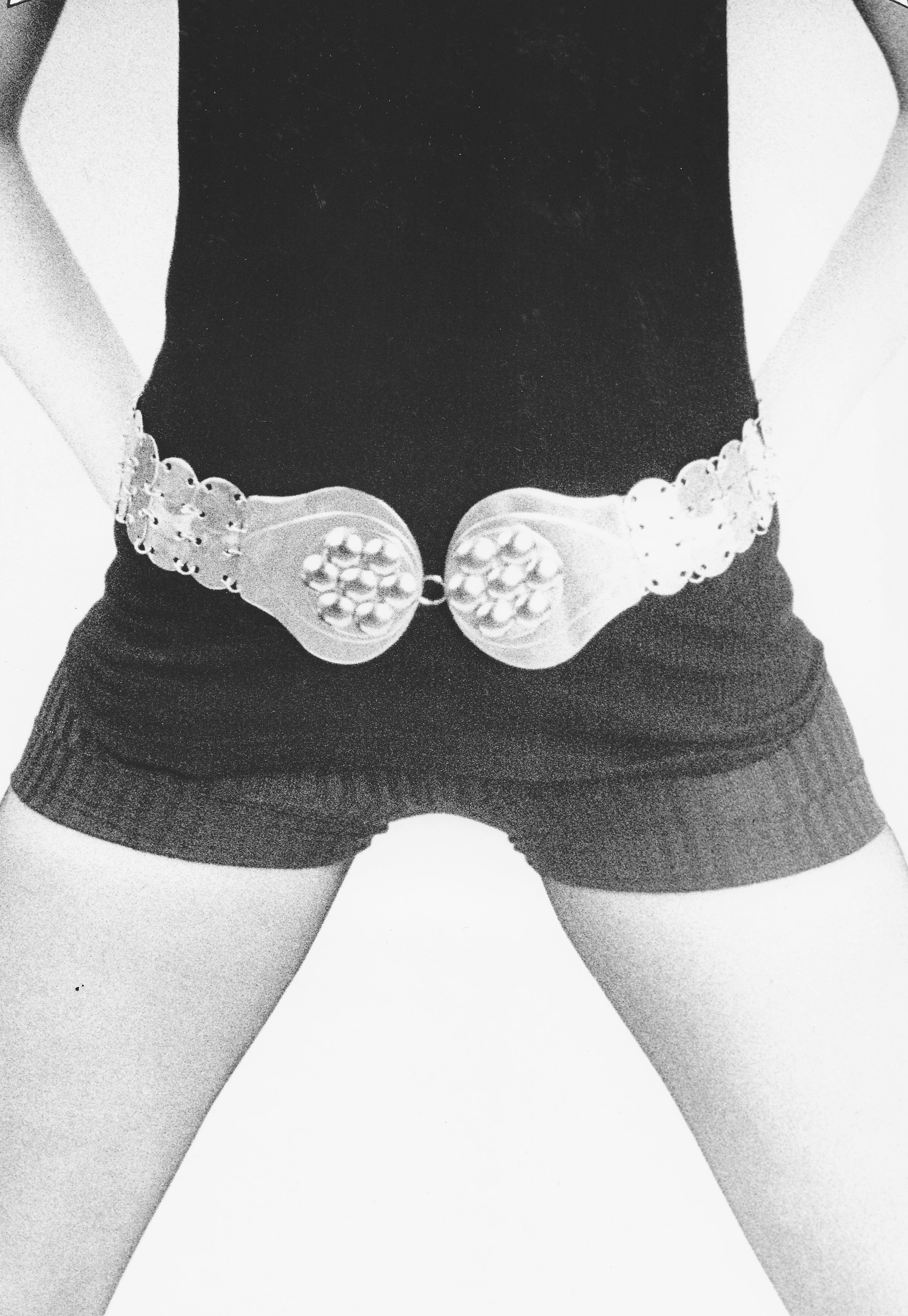
Ukázka oděvních doplňků
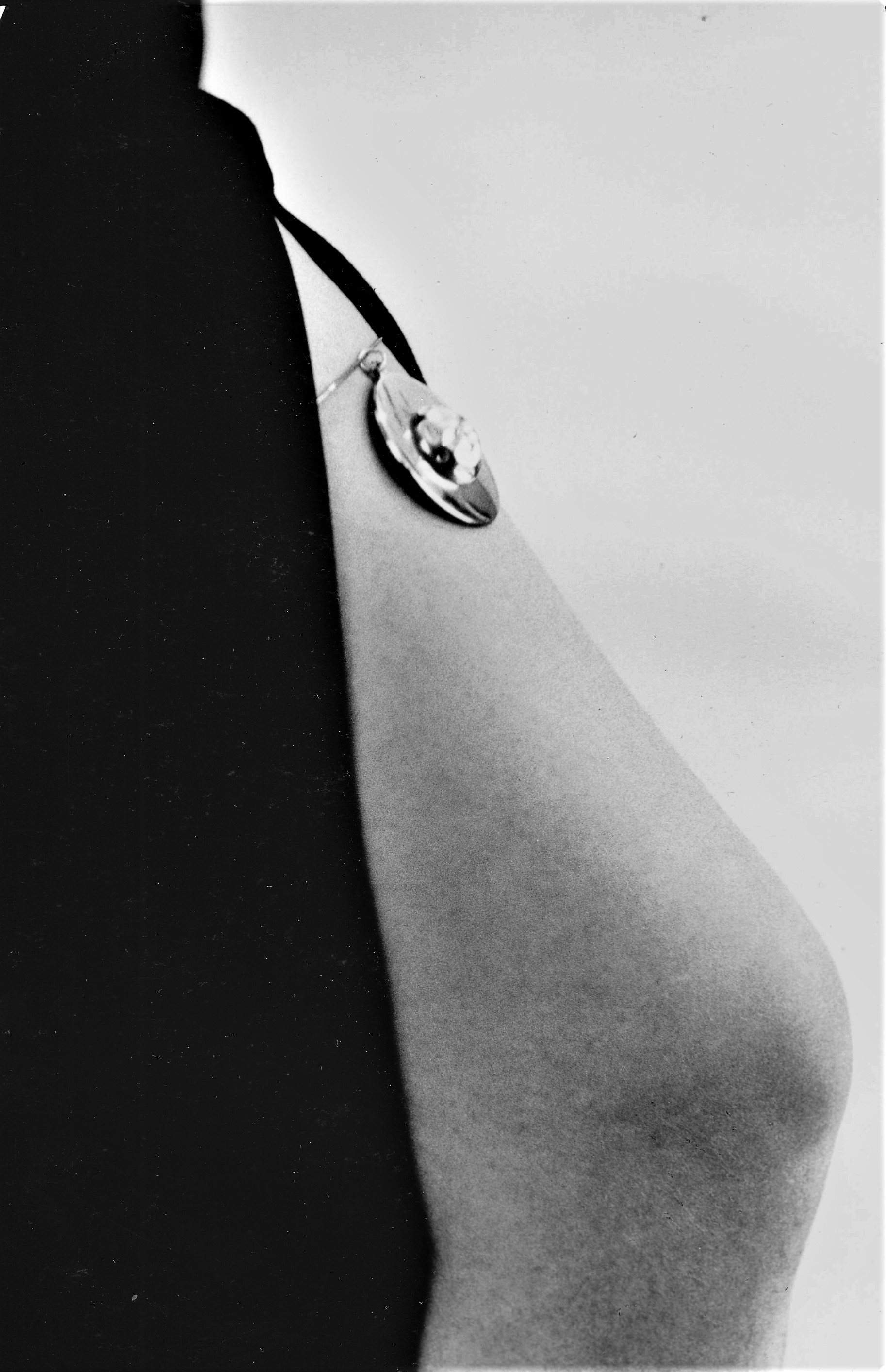
Ukázka ze šperkařské tvorby
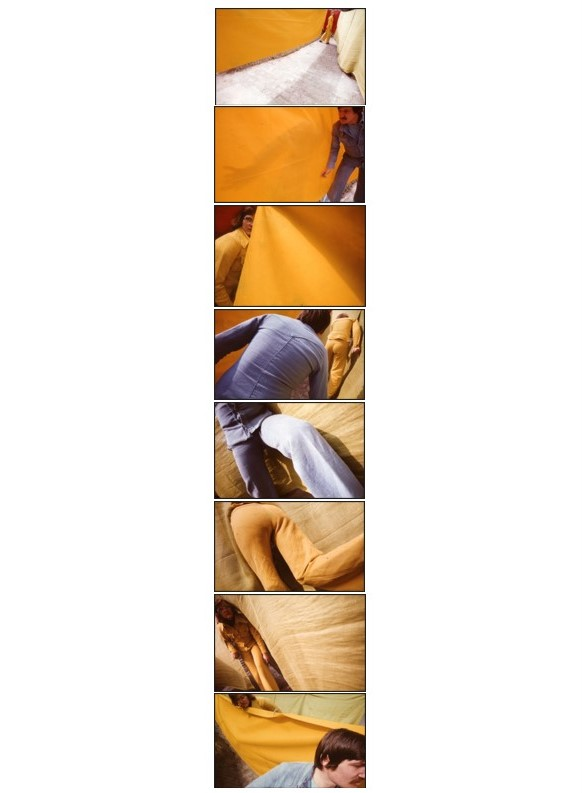
Fotografie z filmu prezentujícího Šlegerovy džínsové oděvy
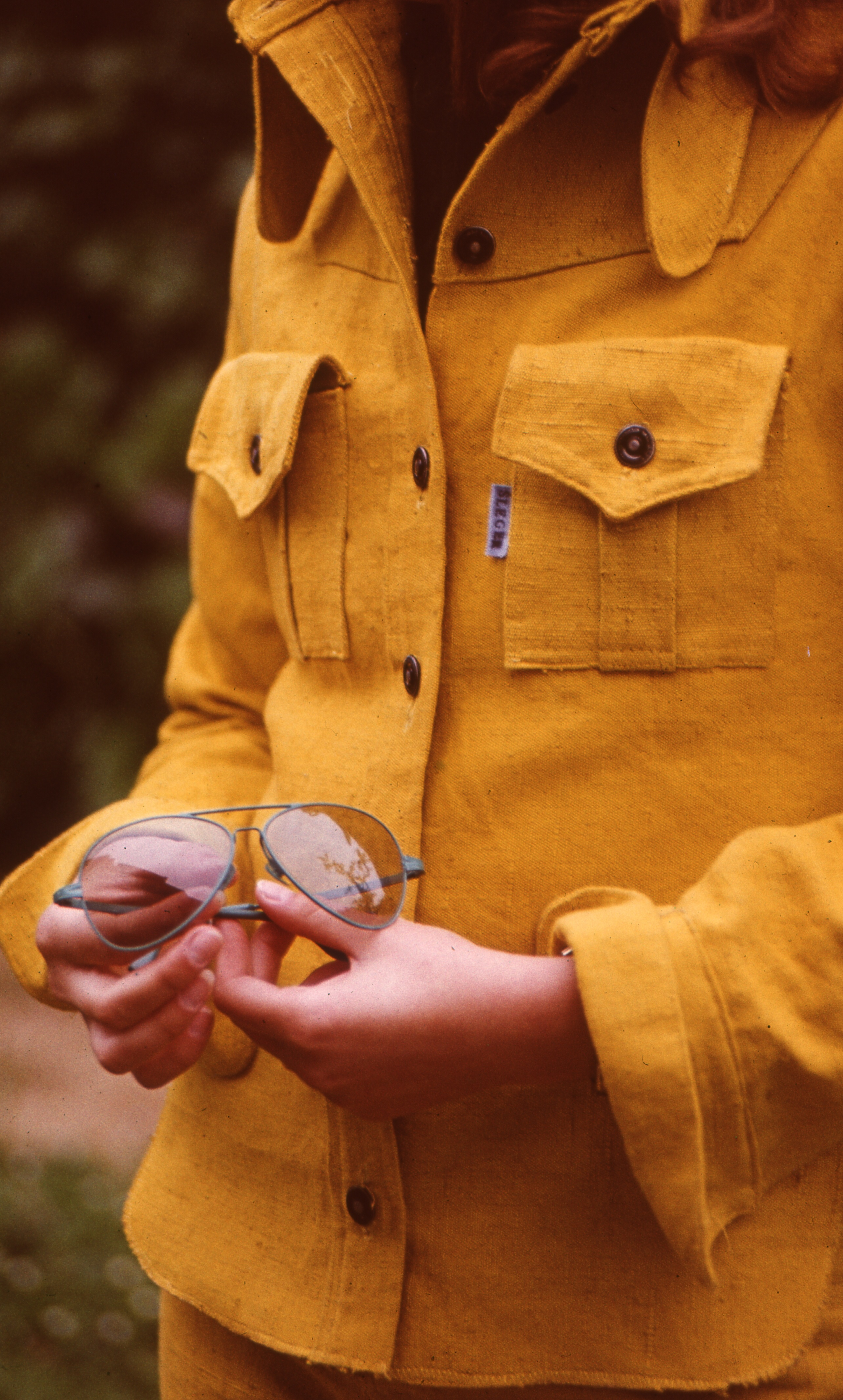
Detail dámské džínsové bundy
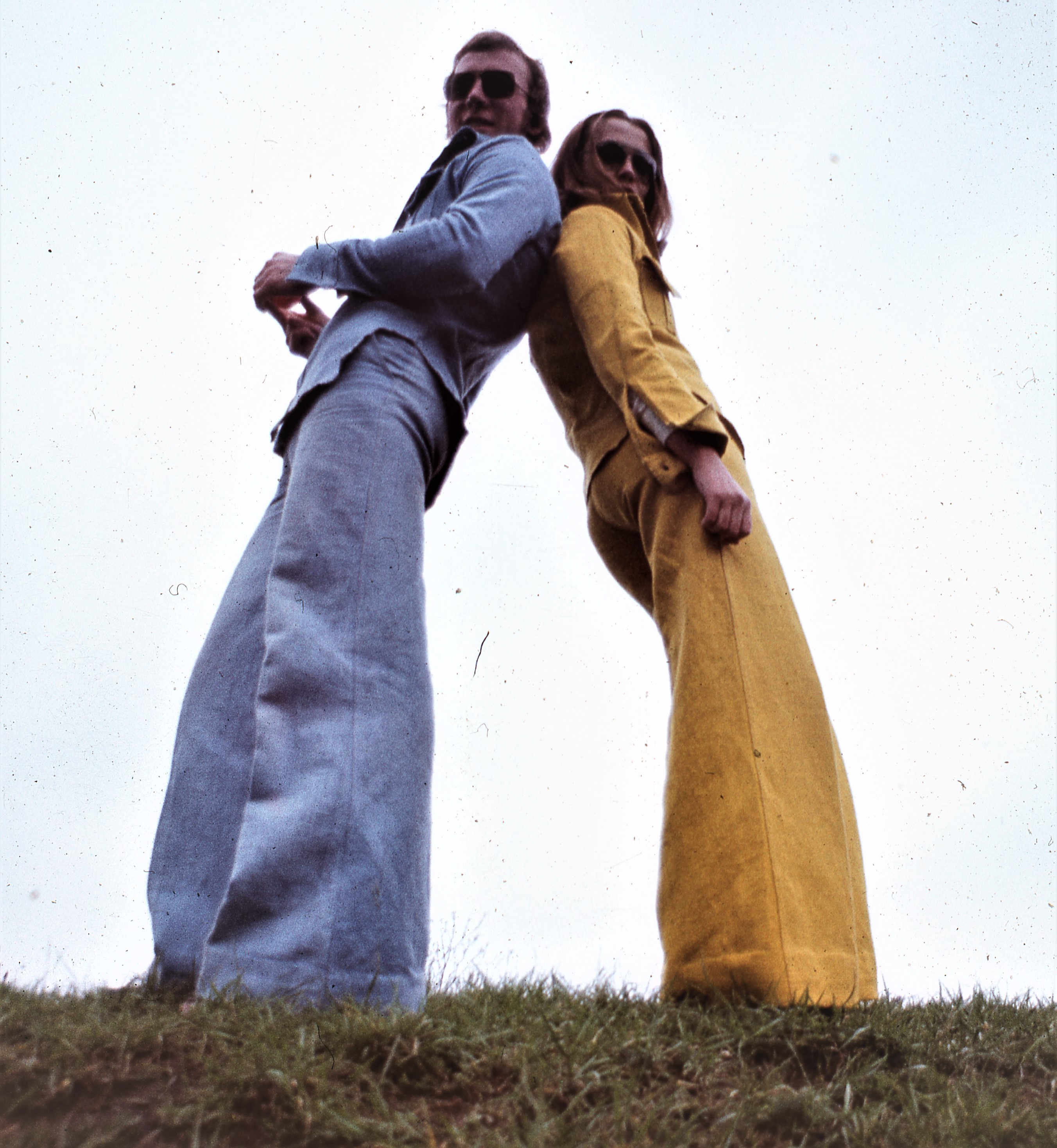
Džínsové soupravy